# Шепель Яків Матвійович
Я́ків Матві́йович Ше́пель (* 23 листопада 1894 — † вересень 1921) — повстанський отаман на Літинщині, полковник Армії УНР, командувач 6-м повстанським районом. У 1919 — 1921 роках оперував проти більшевиків на Літинщині, Хмельниччині, Козятинщині, Хмільниччині, Калинівщині (Вінниччина).

## Біографія
Народився на Літинщині (Поділля) у селянській родині, в селі Вонячин (нині Городище Літинського району). Мав початкову освіту. На початку Першої світової війни мобілізований у російську армію.
У 1917 році створив повстанський загін на Літинщині, який налічував близько 500 кіннотників. 27 липня 1919 загін Я. Шепеля отримав назву І-а Подільська дивізія селянських повстанських військ у складі 14 500 багнетів. Дивізія діяла спільно з групою військ Армії УНР Юрка Тютюнника, і спільно з галичанами брала участь у визволенні Жмеринки та Вінниці від більшовиків. Під час Першого Зимового походу взаємодіяв з частинами Армії УНР під командуванням генерала М. Омеляновича-Павленка. Коли отаман Омелян Волох на початку грудня 1919 підняв у Любарі заколот проти української влади, Шепель засудив цей антидержавний вчинок; на вимогу Волоха піддатися під його накази, Шепель вислав йому мішок цукру з листом: «Як тобі гірко там в Любарі, то я посилаю Тобі осолоду».
Одружився 28 вересня 1919 року з Фаїною Кирилівною Вітковською у Вонячині.
У січні 1920 відмовився від пропозиції про співпрацю з денікінським полковником Переваловим.
У березні 1920 загін Шепеля діяв на Вінниччині, Літинщині та біля Хмільника.
Згодом Шепель емігрував до Польщі. Брав участь у Другому Зимовому поході 1921. Після його завершення повернувся на Літинщину.
Вбитий у вересні 1921 року аґентом чекістів — Федором Паньковецьким, коли переходив на Галичину через річку Збруч.

## У літературі
- «Отаман Яків Шепель»  — історичний роман Олександра Дмитрука

## Вшанування пам'яті
Вулиця Якова Шепеля у Вінниці та Шепетівці.